# Клан Нэрн
Нэрн (англ. Nairn) — один из равнинных кланов Шотландии. Девиз клана — More beyond this (лат. Plus ultra).

## История
Город Нэрн, где лежали владения клана, находится на севере Шотландии на южном берегу залива Морей-Ферт неподалёку от Инвернесса. В первых записях о клане упоминается Адам де Наррин (Adam de Narryn), капеллан алтаря Богоматери в Инвернессе. Александр Нэрн из Сэндфорда в 1547 году был специальным уполномоченным во время переговоров о мире с англичанами. Один из его потомков, Роберт, занимал высшую должность в Верховном суде Шотландии. Его сын, тоже Роберт, был преданным роялистом и во времена Гражданской войны оставался на стороне Карла I. 3 сентября 1651 года во время битвы при Вустере он был пленен, брошен в Тауэр и вышел на свободу только после реставрации королевской власти. За преданность короне он был возведен в рыцарское достоинство, а в 1681 году Роберту был пожалован титул пэра и лорда Нэрна. Роберт Нэрн не оставил наследника и потому после его смерти титул перешел к его зятю лорду Уильяму Мюррею.
Во время восстания 1715 года 2-й лорд Нэрн поддерживал якобитов. Во время битвы при Престоне он был пленен, заключен в Тауэр и приговорен к смерти по обвинению в измене. Впоследствии приговор был отменен, но титул был утерян. Тем не менее Нэрны остались сторонниками короны, поддерживали Молодого претендента Чарльза Эдуарда Стюарта и поставили под его знамёна около двухсот членов клана во время битвы при Куллодене. Предводитель Нэрнов, Джон, после поражения в битве был вынужден бежать во Францию. В 1824 году титул был возвращен его внуку, Уильяму Нэрну, служившему армейским ревизором в Пертшире. Уильям, 5-й лорд Нэрн, был женат на знаменитой шотландской поэтессе Каролине Олифант.
После смерти старшего сына Уильяма и Каролины титул перешел к Маргарет, баронессе Кит, внучке павшего при Куллодене Роберта Нэрна. Маргарет вышла замуж за французского посла графа де Флао, в прошлом генерала наполеоновской армии. Другой член клана, Чарльз Нэрн, в середине XIX века эмигрировал в Америку и стал профессором философии Колумбийского университета в Нью-Йорке. Майкл Нэрн (1804—1858) из Керколди был известным промышленником, основателем линолеумных фабрик и вложил много сил в развитие благосостояния родного города. Его старший сын, Майкл Нэйрн (1838—1915), в 1904 году был возведен в титул баронета.